# Motala
 Ovo je glavno značenje pojma Motala. Za druga značenja pogledajte Motala (rijeka).
Motala je grad i središte istoimene općine u švedskoj županiji Östergötland. Motala se nalazi na obalama jezera Vättern i Boren.

## Stanovništvo
Prema podacima o broju stanovnika iz 2005. godine u gradu živi 29.798 stanovnika.

## Vanjske poveznice
- Službene stranice grada

### Ostali projekti
|  | Zajednički poslužitelj ima još gradiva o temi Motala |